# Obliti privatorum publica curate
Obliti privatorum publica curate (hrv. zaboravivši na privatne stvari, brinite se o javnim poslovima) natpis je na staroj gradskoj vijećnici u Kneževom dvoru u Dubrovniku. Slični natpisi nalaze se u vijećnici u Baselu te u selu Lùstroli nedaleko od Bologne.
Klasični filolog Neven Jovanović smatra da je natpis nastao preradbom Ciceronovih riječi iz djela „O dužnostima” (De officiis). Druga je mogućnost da je nastao iz pisma kardinala Bessariona mletačkom duždu i Senatu (1468.), kojim obrazlaže darivanje svoje knjižnice crkvi sv. Marka.
Tekst se mogao naći na današnjem mjestu tek nakon izgradnje Vijećnice povezane sa zgradom Dvora kroz vrata na katu (1490. – 1492.). Cvito Fisković je smatrao da je natpis uklesan tek pri poslijepotresnoj obnovi Dvora. Stjepan Gradić navodi kako je takav natpis stajao na istom mjestu i prije 1667. godine. Gradić u pismu prijatelju Luki Zamagni iz srpnja 1669., svjedoči kako su građani vrlo malo privrženi javnom dobru, a da se to najbolje vidi po tome što je oštećen „onaj zid na kojem je bilo napisano Obliti privatorum publica curate”. Ako stariji nadvratnik nije izdržao potres, moguće da je zamijenjen novim.
Pri radovima u Kneževom dvoru, 1902. godine, natpis je ponovo otkriven. U 19. stoljeću ga je netko dao ukloniti.
Isusovac Bernard Zuzorić citira ga u jednoj svojoj propovijedi, a Ruđer Bošković, 1783. navodi da je „najljepši natpis što se može zamisliti” (la più bella iscrizione immaginabile).

### Članci
- Lonza, Nella. 2006. OBLITI PRIVATORUM PUBLICA CURATE: preci i srodnici jedne političke maksime. Anali Zavoda za povijesne znanosti Hrvatske akademije znanosti i umjetnosti u Dubrovniku. Dubrovnik.  journal zahtijeva |journal= (pomoć)